# Julia Marko-Nord
Julia Therese Marko-Nord, född 4 juni 1978 i Oscars församling, Stockholm, är en svensk skådespelerska.

## Biografi
Marko-Nord har studerat vid Skara Skolscen 2000–2001 och Teaterhögskolan i Malmö 2002–2006. Hon har främst varit verksam vid Uppsala Stadsteater, Kulturhuset Stadsteatern, Backa teater/Angereds teater och Folkteatern i Göteborg. Hon debuterade som barn i Frej Lindqvists tv-produktion av Magnus Nilssons pjäs Guds djärvaste ängel (1990) på Sveriges Television. På Angeredsteatern medverkade hon bland annat i Mattias Anderssons banbrytande dokumentärdrama The Mental States of Gothenburg (2006). Året därpå spelade hon Nora i Åsa Melldahls uppsättning av Henrik Ibsens Ett dockhem på Uppsala stadsteater, där hon också bland annat spelat i Rikard Lekanders produktion av En julsaga (2013) och spelat Masja i Anton Tjechovs Tre systrar (2013). På Folkteatern i Göteborg spelade hon i Lars Noréns Skalv – Terminal 11 (2010) och i hans barnpjäs-produktion Pingviner kan inte baka ostkaka (2011).
I SVT:s dramaserie Livet i Fagervik (2009) gjorde hon rollen som Anjelika. I filmen Borg (2017) spelar hon Björn Borgs mor Margareta Borg.

## Filmografi (i urval)
- 1990 – Guds djärvaste ängel (TV-teater)
- 2009 – Livet i Fagervik (TV-serie)
- 2015 – Min lilla syster
- 2016 – Syrror (TV-serie)
- 2017 – Innan vi dör (TV-serie)
- 2017 – Borg
- 2017 – Fröken Frimans krig (TV-serie)
- 2018 – Advokaten (TV-serie)
- 2018 – Maria Wern - Viskningar  i  vinden (TV-serie)
- 2018 – De dagar som blommorna blommar (TV-serie)
- 2020 – Kalifat (TV-serie)
- 2020 – Dejta (TV-serie)
- 2020 – Morden i Sandhamn (TV-serie)
- 2020 – Älska mig (TV-serie)
- 2021 – Thunder in my heart (TV-serie)
- 2021 – Max Anger – With one eye open (TV-serie)
- 2021 – Det som göms i snö (TV-serie)
- 2022 – Nattryttarna (TV-serie)
- 2025 – Stenbeck (TV-serie)

## Teater

### Roller (ej komplett)
| År   | Roll          | Produktion                                                                                | Regi                           | Teater                   |
| ---- | ------------- | ----------------------------------------------------------------------------------------- | ------------------------------ | ------------------------ |
| 2006 |               | The Mental States of Gothenburg Mattias Andersson                                         | Mattias Andersson              | Angereds teater          |
| 2009 |               | Soundtrack of your life                                                                   | Linus Tunström Tomas Alfredson | Uppsala stadsteater      |
| 2009 | Sara Svensson | Knutby Malin Lagerlöf                                                                     | Eva Dahlman (skådespelare)     | Uppsala stadsteater      |
| 2013 | Masja         | Tre systrar (Три сeстры, Tri sestry) Anton Tjechov                                        | Dennis Sandin                  | Uppsala stadsteater      |
| 2013 |               | En julsaga (A Christmas Carol in Prose, Being a Ghost-Story of Christmas) Charles Dickens | Rikard Lekander                | Uppsala stadsteater      |
| 2014 | Lisbeth       | I lodjurets timma P.O. Enquist                                                            | Kia Berglund                   | Teater Giljotin          |
| 2016 |               | Minnesstund Alejandro Leiva Wenger                                                        | Frida Röhl                     | Kulturhuset Stadsteatern |
| 2016 | Medverkande   | En tröst om hösten - En revy i tiden Adde Malmberg                                        | Adde Malmberg                  | Kulturhuset Stadsteatern |
| 2016 | Nonno         | Mio min Mio Astrid Lindgren                                                               | Sofia Jupither                 | Kulturhuset Stadsteatern |
| 2017 | Klara         | Verkligheten David Greig                                                                  | Olof Hanson                    | Kulturhuset Stadsteatern |